# Менголан
Менголан (перс. منگلان‎) — село на севере Ирана, в остане Альборз. Входит в состав шахрестана Талекан. Является частью дехестана (сельского округа) Бала-Талекан бахша Меркези.

## География
Село находится в северо-западной части Альборза, в горной местности южного Эльбурса, в правобережной части долины реки Шахруд, на расстоянии приблизительно 34 километров к северо-северо-западу (NNW) от Кереджа, административного центра провинции. Абсолютная высота — 1883 метра над уровнем моря.

## Население
По данным переписи 2006 года население села составляло 279 человек (181 мужчина и 98 женщин). В Менголане насчитывалось 81 семья. Уровень грамотности населения составлял 72,4 %. Уровень грамотности среди мужчин составлял 70,17 %, среди женщин — 76,53 %.